# Godzinowice (gromada)
Godzinowice – dawna gromada, czyli najmniejsza jednostka podziału terytorialnego Polskiej Rzeczypospolitej Ludowej w latach 1954–1972.
Gromady, z gromadzkimi radami narodowymi (GRN) jako organami władzy najniższego stopnia na wsi, funkcjonowały od reformy reorganizującej administrację wiejską przeprowadzonej jesienią 1954 do momentu ich zniesienia z dniem 1 stycznia 1973, tym samym wypierając organizację gminną w latach 1954–1972.
Gromadę Godzinowice z siedzibą GRN w Godzinowicach utworzono 1 stycznia 1960 w powiecie oławskim w woj. wrocławskim z obszarów połączonych (zniesionych) gromad Gaj Oławski (sołectwa Gaj Oławski, Jaczkowice, Czernice, Marszowice, Czmielów, Pełczyce i Nowy Otok) i Niwnik z siedzibą w Godzinowicach (sołectwa Niwnik, Bolechów, Drzemlikowice, Siecieborowice i Godzinowice) w tymże powiecie. Dla gromady ustalono 20 członków gromadzkiej rady narodowej.
1 lipca 1968 gromadę zniesiono, a jej obszar włączono do gromad: Godzikowice (wsie Bolechów, Drzemlikowice, Godzinowice, Niwnik i Siecieborowice) i Wierzbno (wsie Marszowice i Pełczyce) oraz do nowo utworzonej gromady Oława (wsie Gaj Oławski, Jaczkowice i Nowy Otok) – w tymże powiecie.
Uwaga: Nie mylić z sąsiednią gromadą Godzikowice w tymże powiecie.